# Sieben Türme von Charun
Die Sieben Türme von Charun (persisch هفت برج خارون Haft Bordsch-e Charun, [hæft boɾd͡ʒ ɛ xɑɾun]) im Südosten der iranischen Stadt Nadschafābād bilden das größte Freizeitzentrum im Westen der Provinz Isfahan.

## Merkmale
Die Sieben Türme von Charun wurden in der Safawiden-Ära zur Düngerherstellung und für landwirtschaftliche Zwecke gebaut.
Die 14 m hohen Türme sind von einem 3000 m² großen Garten umgeben. Sechs der Türme dienen als Taubenschlag. Sie sind durch eine 4 m hohe Lehmmauer miteinander verbunden. Mit der Umwandlung der Türme in ein Freizeitzentrum fügte man einen Springbrunnen, ein traditionelles Kaffeehaus, ein Unterhaltungsgelände, einen Raum für kulturelle Aktivitäten sowie einen Park hinzu.
Sie wurden 2003 von der Stadtverwaltung Nadschafabads instand gesetzt.